# Sàyyid
|  | Aquest article tracta sobre títol àrab. Si cerqueu per la dinastia Sayyid del sultanat de Delhi, vegeu «dinastia dels Sayyids». |

Sàyyid (àrab: سيد, sayyid; en plural سادة, sāda) és un mot àrab que literalment significa ‘senyor’. En el món àrab es fa servir amb una connotació de respecte referint-se a les persones importants, com al Magrib, on se'ls diu sidi (una contracció de sayyidi, que vol dir ‘el meu senyor, senyor meu, monsenyor’). N'és un altre exemple el sobrenom de Rodrigo Díaz de Vivar, el Cid, un famós cavaller castellà del segle xi; el seu sobrenom deriva d'as-sàyyid, que vol dir ‘el senyor’.
Originàriament sàyyid era un títol honorífic atorgat als descendents del profeta Mahoma a través dels seus nets, al-Hàssan ibn Alí i al-Hussayn ibn Alí ibn Abi-Tàlib, que eren els fills de la filla del profeta Fàtima az-Zahrà i del seu gendre Alí ibn Abi-Tàlib. De fet, al-Hàssan i al-Hussayn són coneguts com as-Sayyidan (àrab: السَّيِّدانِ, as-Sayyidān, ‘els dos Sàyyids’).
Les filles dels sàyyids reben els noms de sàyyida, alawiyya o xarifa. Els fills d'una mare sàyyida però de pare no sàyyid no poden atribuir-se el títol de sàyyid, no obstant això, poden apel·lar a l'ascendència materna i se'ls anomena mirzà. No obstant això, els sàyyids sunnites proclamen la seva ascendència materna a través del nom de xa.
Alguns musulmans també fan servir la paraula sàyyid per designar tots els descendents d'Abu-Tàlib, oncle de Mahoma, no només a partir d'Alí ibn Abi-Tàlib, sinó també a través dels seus altres fills: Jàfar, Aqil i Tàlib.
Els sàyyids són àrabs i, per tant, els sàyyids d'Àsia són, encara que remotament, d'origen àrab.
En tant que descendents, en darrer terme, d'Abu-Tàlib ibn Abd-al-Múttalib, els sàyyids són una branca de la tribu Banu Hàixim, un clan de la tribu de Quraix, tribu que té el seu origen a Adnan, un llinatge que es remunta al profeta Ismael, el fill del profeta Abraham.
Els alides fan servir la paraula seyyid, adaptació turca del mot àrab, com a menció honorifica abans dels noms dels seus sants.
As-sàyyid es fa servir també com a títol o com a forma per adreçar-se a un príncep o superior al Sultanat d'Oman.
Sàyyid també s'empra com a epítets del profeta Jesús, anomenat as-Sàyyid al-Massih, ‘el Senyor Messies’ (àrab: السَّيِّدُ الْمَسيحُ, as-Sayyid al-Masīḥ), i de la Verge Maria, as-Sàyyida al-Udhrà, ‘la Senyora Verge’ (àrab: السَّيِّدَةُ العَذْراءُ, as-Sayyida al-ʿUḏrāʾ).

## Transliteració
| Llengua                                                                                      | Transliteració                                               | On es diu                                  |
| -------------------------------------------------------------------------------------------- | ------------------------------------------------------------ | ------------------------------------------ |
| Àrab                                                                                         | Sàyyid, Sayyidí, Sayyed, Sayid, Saiyid, Seyed, Sidi (Magrib) | Món àrab                                   |
| Àzeri                                                                                        | Seyid, Seyyid                                                | Azerbaidjan, Iran                          |
| Balutxi                                                                                      | Sayyid Sayeed, Sayyed, Sayid                                 | Balutxistan                                |
| Indonesi                                                                                     | Sayyid, Sayid                                                | Indonèsia                                  |
| Kurd                                                                                         | Seyid, Seyyid, Seyit                                         | Kurdistan                                  |
| Malai                                                                                        | Syed                                                         | Malàisia, Brunei i Singapur                |
| Paixtu                                                                                       | Sayed, Syed                                                  | Afganistan i nord-oest del Pakistan        |
| Bengalí                                                                                      | Said, Syed                                                   | Bangladesh i l'Índia Oriental              |
| Persa                                                                                        | Sayyed, Sayed, Seyed, Seyyed, Saiyed, Saeid, Siyyid          | Iran, Afganistan, Tadjikistan i Uzbekistan |
| Panjabi                                                                                      | Sayed, Syed                                                  | Pakistan e Índia                           |
| Seraki, sindhi                                                                               | Sayed, Syed                                                  | Pakistan                                   |
| Turc                                                                                         | Seyed, Seyit, Seyyid, Seyyed                                 | Turquia, Azerbaidjan i lÀsia central       |
| Bosnià                                                                                       | Seid, Seit, Sait, Sead                                       | Bòsnia i Hercegovina i Sandžak             |
| Urdú, Maratí, Hindi, Assamès, Konkanès, Kanara, Bhojpuri, Telugu, Tàmil, Malaiàlam, Gujarati | Syed, Saiyad, Saiyed, Sayyid, Saiyed, Saiyid, Sayyed         | Àsia meridional                            |
| Castellà                                                                                     | Cid                                                          | Al-Àndalus                                 |
| Altres                                                                                       | Siyyid                                                       |                                            |

Les persones fan servir diferents transliteracions romanitzades (llatinitzades) en funció de la llengua que els és més familiar, encara que no necessàriament la del lloc on viuen. Per exemple els immigrants d'origen àrab solen fer ús de la transliteració sàyyid mentre que immigrants originaris del sud d'Àsia solen fer ús de la forma syed.

## Altres noms persada
| Llengua               | Títol                         | On es diu                   |
| --------------------- | ----------------------------- | --------------------------- |
| Àrab                  | xerif, habib                  | Món àrab                    |
| Urdú, Seraki, Panjabi | xa, saab, badxà               | Pakistan                    |
| Sindhi                | xa, sain, saab, makhdoom, mir | Sindh, Pakistan.            |
| Malai                 | xarifa, syarifah              | Malàisia, Singapur i Brunei |
| Gujarati              | sayedna, syedna               | Nord-oest de l'Índia        |
| Urdú, Panjabi         | xa, xa-ji, pir, pir-sahib     | Pakistan e Índia            |
| Persa, Paixtu         | mir, mirzà, agà               | Iran i Afganistan           |
| Bengalí, Malai        | xa, agà, saab, mir            | Sud i sud-est asiàtic       |

Altres termes honorífics aràbics inclouen xeic i xerif. La línia descendent dels sàyyids hassànides que van governar a la Meca, Medina i Iraq, i que actualment governen a Jordània, els haiximites, fan servir el títol de xerif (en plural àixraf). Xerif està reservat als descendents d'Al-Hàssan ibn Alí, mentre que sàyyid es va fer servir per als descendents d'al-Hussayn ibn Alí ibn Abi-Tàlib. Malgrat això, quan es va iniciar l'era posthaiximita, la paraula sàyyid es va fer servir per designar tant als descendents d'al-Hàssan com els d'al-Hussayn. Els xiïtes àrabs fan servir sàyyid i habib per designar tant els descendents d'al-Hàssan com als d'al-Hussayn.
Tot i això, molts sàyyids de tot el món són «falsos sàyyids», que reclamen ser descendents del Profeta, però no ho són. Això és a causa del fet que volen guanyar-se respecte i autoritat. Molts d'aquests sàyyids presenten falsos documents o falsos llinatges, o roben els llinatges d'altres i proclamen ser sàyyids. N'hi ha milions. Molts dels falsos sàyyids es troben als països àrabs, l'Iran, el Pakistan, l'Índia i altres països d'arreu del món.

## Denominació original
Els sàyyids sovint inclouen els títols en els seus noms per tal d'indicar la figura de la qual són descendents. Si són descendents de més d'un avantpassat destacat o imam xiïta, fan servir el títol de l'avantpassat del qual descendeixen més directament.
| Ancestre                          | Nisba àrab              | Nisba persa                       | Nisba urdú              |
| --------------------------------- | ----------------------- | --------------------------------- | ----------------------- |
| Alí ibn Abi-Tàlib                 | al-Alawí                | Alavi علوى                        | Alavi o Awan            |
| Al-Hàssan ibn Alí                 | al-Haiximí o al-Hassaní | Hashemi, Hassani o Tabatabai حسنى | Hassani or Hashmi       |
| Al-Hussayn ibn Alí ibn Abi-Tàlib  | al-Hussayní             | Hosseini حسينى                    | Hussaini or Shah        |
| Alí Zayn al-Abidín ibn al-Hussayn | al-Abidí                | Abedi عابدى                       | Abidi                   |
| Zayd ibn Alí aix-Xahid            | az-Zaydí                | Zaidi زيدي                        | Zaidi                   |
| Muhàmmad al-Baqir                 | al-Baqirí               | Bagheri باقرى                     | Baqri                   |
| Jàfar as-Sàdiq                    | al-Jafarí               | Jafari o Jafri جعفرى              | Jafri, Jafry o Jaffery  |
| Mussa al-Kàdhim                   | al-Mussawí              | Musavi o Kazemi موسوى / كاظمى     | Kazmi o Mosavi          |
| Ismaïl ibn Jàfar                  | al-Ismaïlí              | Ismaili                           | Ismaili                 |
| Alí ar-Ridà                       | ar-Ridawí               | Rezavi o Razavi رضوى              | Rizvi                   |
| Muhàmmad at-Taqí                  | at-Taqawí               | Taghavi تقوى                      | Taqvi o Taqwi           |
| Alí an-Naqí                       | an-Naqawí               | Naqavi نقوى                       | Naqvi                   |
| Al-Abbàs ibn Alí                  | al-Abbassí              | Abbasi                            | Abbasi                  |
| Abd-al-Qàdir al-Jilaní            | al-Qadirí               | Qadiri, Khadri o Quadri           | Qadiri, Khadri o Quadri |

## Sàyyidsal món àrab

### Sàyyidsal Iemen
Hi ha famílies sàyyid xiïtes i sunnites al Iemen, que inclouen els raixxídides, els qassimides, els mutawakkilites, els zaydites de Marib, Sana i Sa'dah, els as-Saqqaf de Hadramawt, els al-Wazir, etc.

### Sàyyidsa l'Iraq
Hi ha molts sàyyids al món àrab i molts d'ells han format les seves pròpies tribus o una branca de la tribu original de Banu Haixim. A l'Iraq hi ha molts sàyyids, especialment a la zona sud. Els sàyyids van fundar les seves pròpies tribus i famílies com al-Yassirí, az-Zaidí, al-Arají, al-Haiximí, al-Hassaní, al-Hussayní, ar-Rifaí, al-Alawí, al-Ghawàlib (o al-Ghalibí), al-Mussawí i molts més. Hi ha sàyyids a gairebé totes les ciutats de l'Iraq.

### Sàyyidsiraquians d'origen iranià
A l'Iraq hi sàyyids d'origen iranià. Molts genealogistes denuncien a aquests sàyyids que van venir de l'Iran a l'Iraq com a falsos. No a tots ells, però si a la majoria. Entre el 85 i el 90% dels sàyyids de l'Iraq, són musulmans xiïtes. Molts sàyyids de l'Iraq es van unir a tribus àrabs fa uns segles, especialment al sud del país. Atès que solien ser torturats i assassinats, molts d'ells van migrar de l'Iraq a altres països arreu del món. Els sàyyids que s'havien unit a tribus a l'Iraq encara són protegits per la tribu. Els genealogistes proclamen que els sàyyids que s'havien unit a les tribus de l'Iraq són autèntics sàyyids.

### Sàyyidsa l'Aràbia Saudita
Hi ha molts sàyyids a l'Aràbia Saudita, representats per famílies com els al-Haiximí, al-Alawí, al-Hussayní, al-Hassaní i moltes d'altres. Els sàyyids es troben gairebé a tots els països àrabs, tant els autèntics com els falsos.

## Sàyyidsal sud d'Àsia
Les famílies sàyyid del sud d'Àsia són descendents directes de Mahoma a través de la seva fila Fàtima i el seu gendre Alí. Els seus avantpassats van migrar des de diverses parts de l'Iran i del centre d'Àsia, com el Turquestan, durant la invasió d'Hülegü i altres períodes d'agitació. Aquesta migració des de la península aràbiga es va deure principalment als imperis agressius com l'Abbàssida, l'omeia i l'otomà que, a causa de la seva identitat sàyyid xiïta, els veien com una amenaça.
Aquestes migracions es van produir durant els períodes de Mahmud de Ghazna, el Sultanat de Delhi i l'Imperi mogol i va continuar fins ben entrat el segle xix. Alguns dels primers immigrants sàyyids es van endinsar profundament a la península de l'Índia, a la regió de l'altiplà de Dècan al regne dels reis bahmànides i més tard dels reis Qutb Shahi de Golkonda, del Nizam Shahi d'Ahmadnagar, i altres regnes de Bijapur, Bidar i Berar. El més probable és que els autèntics sàyyids o persones d'ascendència àrab es trobin principalment a Kerala, Dècan i Gujarat.
La història dels sàyyids o syeds del sud d'Àsia es remunta més de 1000 anys enrere. Diversos syeds van visitar l'Índia com a comerciants, juntament amb altres comerciants àrabs en general o principalment escapant dels imperis abbàssida, omeia i otomà. Aquests sàyyids van arribar procedents de l'Iraq i tot eren musulmans xiïtes. Molts sàyyids van ser obligats a convertir-se en musulmans sunnites. També cal destacar que van governar l'Índia (Sultanat de Delhi) durant el període comprès entre l'any 1414 i el 1451. Excepte aquest breu període de la història de l'Índia, els syeds o sàyyids es van dedicar principalment a activitats mercantils.
No obstant això, alguns sàyyids de l'Àsia com a Malàisia no són sàyyids, tot i que proclamen ser descendents del profeta per obtenir respecte, autoritat, recursos i poder. Falsegen arbres familiars i documents, o roben el llinatge d'altres.